# Раду Лупу
Раду Лупу (рум. Radu Lupu; Галац, 30. новембар 1945 — Лозана, 17. април 2022) био је румунски пијаниста. Широко је познат као један од највећих живих пијаниста. Рођен је у Галацу, где је почео да учи свирање клавира са шест година. Његови главни учитељи клавира били су Флорика Мусическу, која је такође предавала Дину Липатија, и Хајнрих Нојхаус, који је такође био учитељ Свјатослава Рихтера и Емила Гиљелса. Од 1966. до 1969. године освојио је прве награде на три најпрестижнија светска пијанистичка такмичења: Ван Клаберн (1966), Жорж Енеску (1967) и Лидс (1969). Ове победе покренуле су његову међународну каријеру, појавио са свим главним оркестрима и на свим главним фестивалима и музичким престоницама света. 
Од 1970. до 1993. снимио је преко двадесет снимака за Decca Records. Његова самостална снимања, која су добила похвале, укључују дела Лудвига ван Бетовена, Јоханеса Брамса, Едварда Грига, Волфганга Амадеуса Моцарта, Франца Шуберта и Роберта Шумана, укључујући све Бетовенове клавирске концерте, као и пет клавирских соната и друга самостална дела; концерте за клавир Грига и Шумана, као и три главна Шуманова самостална дела; девет клавирских соната и Impromptus and Moments musicaux Шуберта; разна главна самостална дела и први Брамсов концерт за клавир; и два Моцартова концерта за клавир. Његова снимања камерне музике за Decca Records укључују све Моцартове сонате за виолину и клавир са Шимоном Голдбергом; виолинске сонате Клода Дебисија и Сезара Франка са Кјунг-ва Чунгом; и разна дела Шуберта за виолину и клавир са Голдбергом. Додатно је снимао дела Моцарта и Шуберта за клавир са Мариом Перахијом за CBS Masterwork, Шубертове песме са Барбаром Хендрикс за EMI и дела Шуберта за клавир код Данијела Баренбојма за Teldec.
Поред извођења музике Бетовена, Брамса, Моцарта, Шуберта и Шумана, Лупу је познат и по наступима Бела Бартока, Клода Дебисија, Жоржа Енеску и Леоша Јаначека, између осталих композитора. Лупу је био номинован са две награде Греми, освојивши једну 1996. за албум две Шубертове клавирске сонате. Године 1995. освојио је Едисонову награду за диск са три главна Шуманова клавирска дела. Остале награде које је освојио укључују награду Франко Абијати 1989. и 2006. и награду Артуро Бенедети Микеланђели 2006. 

## Биографија

### Младост и образовање
Рођен је 30. новембра 1945. у Галацу, у Румунији, као син Мејера Лупу, адвоката и Ане Габор, лингвисткиње. Од својих најранијих дана, Лупу се „увек изражавао певањем”, а први клавир добио је са пет година. Студије клавира започео је 1951, као шестогодишњак, код Лије Бусујочану. У јавности је дебитовао 1957. године, у периоду од дванаест година, на концерту који је представљао његове сопствене композиције. Године 1970. рекао је The Christian Science Monitor да „од самог почетка себе сматрам композитором. Био сам сигуран, а и сви остали, да ћу једног дана постати познати композитор”. Од композиције је одустао отприлике четири године касније, рекавши да мисли да ће бити „много бољи као пијаниста”.
По завршетку средње школе у Галацу дипломирао је на Популарној школи за уметност у Брашову, где је учио хармонију и контрапункт код Виктора Бикерича. Наставио је студије клавира на букурештанском конзерваторијуму (1959—1961) код Флорике Мусическу (која је такође предавала Дину Липатија) и Кела Делавранка, учећи композицију са Драгошом Александреском. Године 1961. добио је стипендију за Московски конзерваторијум, где је студирао седам година. У Москви је најпре две године учио код Галине Егуазарове (ученице Александра Голденвајзера), а затим код Хајнриха Нојхауса (који је такође предавао Свјатославу Рихтеру и Емили Гиљелс), а касније и код његовог сина Станислава Нојхауса. Дипломирао је 1969. Такође је био ученик Марије Курчо, студент Артура Шнабела. Међутим, у интервјуу 1981. године, када је упитан о томе какве су утицаје на њега имали његови учитељи, Лупу је одговорио да себе сматра самообразовним: „Мој први учитељ водио ме је на сваки оркестарски концерт, а такође сам захвалан на ономе што сам научио у Москви, али у основи мислим на себе (у сваком случају у музици) као на некога ко је самообразован. Доста сам научио од Вилхелма Фуртвенглера, Артура Тосканинија, свуда сам учио... све више и више откако сам напустио Москву”.

### Рана каријера
Године 1965. освојио је пето место на међународном пијанистичком такмичењу Бетовен у Бечу. Следеће године освојио је прву награду на другом међународном пијанистичком такмичењу Ван Клаберн; такође је освојио посебне награде за најбоље извођено дело (Structure for Piano Вилард Дикерман Стрејт) и најбоље извођење покрета из клавирске сонате Арон Копланд. Своје извођење првог клавирског концерта бр. 2 (оп. 16) Сергеја Прокофјева Вашингтон пост описао је као „најватренију и најогромнију”. Поред Прокофјева, извео је Бетовенов концерт за клавир и оркестар број 5. Ес - Дур, опус 73. Царски. Алисија де Лароча, која је била у жирију, прогласила је Лупу генијем. Након победе изјавио је: „уопште нисам очекивао. Само сам занемео”. Убрзо након такмичења, априла 1967, дебитовао је у Carnegie Hall у Њујорку у Бетовеновом, Шубертовом и Шопеновом програму. Међутим, Лупу је наводно одбио многе друге обавезе које су дошле са наградом, уместо даљег студирања у Москви.
Годину дана након победе на такмичењу Ван Клаберн, 1967. је освојио прву награду на међународном пијанистичком такмичењу Жорж Енеску. Две године касније, у октобру 1969. победио је на Лидс; у финалу је извео Бетовенов III клавирски концерт (оп. 37). Следећег месеца, у новембру 1969. је самостално дебитовао у Лондону другим делом Бетовенове клавирске сонате бр. 7. Џоун Чисел из The Times на рециталу је написала: „Донео је наизменично пустош и понос што се чинило као животно искуство. Музика се никада није могла приближити говору”.
У априлу 1970. снимио је свој први снимак за Decca Records: Брамсову рапсодију у х-молу (оп. 79 бр. 1) и Three Intermezzi (оп. 117) и Шубертову сонату за клавир у а-молу (Д. 784). Наставио је да снима за њих наредне 23 године. У августу 1970. године дебитовао је на концерту The Proms, изводећи Брамсов први концерт за клавир и оркестар (Оп. 15) са BBC симфонијским оркестром под диригентском палицом Еда де Варта у Ројал Алберт холу. У новембру 1970. снимио је свој први концертни запис за Decca Records, Бетовеновог трећег клавирског концерта са лондонским симфонијским оркестром којим је дириговао Лоренс Фостер, такође је снимио Бетовенове 32 варијације у ц-молу.
Лупуова прва велика америчка гостовања након победе на такмичењу Лидс била су у фебруару 1972. са Кливленд оркестром на првом Брамсовом клавирском концерту са диригентом Данијелом Баренбојмом у Carnegie Hall у Њујорку и у октобру 1972. са чикашким симфонијским оркестром на трећем Бетовеновом клавирском концерту под диригентском палицом Карла Марија Ђулинија. Наступ Брамса са Кливленд оркестром и Баренбојмом прегледао је Шенберг, музички критичар Пулицерова награда за The New York Times, који је пре десет година посебно ометао концерт њујоршке филхармоније 6. априла 1962, где је исти концерт одсвирао Глен Гулд са њујоршком филхармонијом под диригентском палицом Леонарда Бернстајна. Шонберг је такође био критичан према изведби Лупуа и Баренбојма, описујући је као „својевољну, епизодну и манирану, самозадовољавајућу, хировиту”. Међутим, додао је да је „ипак кроз све ексцентричности произашао осећај двоје младих музичара који се труде да се извуку из колотечине и понекад успеју, али да у будућим годинама овакав приступ може да им се замери”.

### Признања
Иако је Шонберг критиковао Лупуов деби са Кливленд оркестром којим је дириговао Баренбојм у фебруару 1972, био је много одушевљенији Лупуовим наступом у новембру 1972, Бетовеновог петог клавирског концерта са краљевском филхармонијом под диригентском палицом Лоренса Фостера у Carnegie Hall, пишући у The New York Times да је „његов наступ много учинио да искупи утисак који је оставио прошле сезоне у Брамсовом концерту у д-молу. Тада је звучао манирно, избирљиво, вештачки. Овај пут је био другачији пијаниста”. Шонберг је додао:
Његова прокламација на отварању била је велика и смела, одликована продорним, мада стакластим тоном. Ово је чинило темељ сцене за ватрену представу која је била стално занимљива. Можда је мало недостајало ресурса у боји, али је имао погон и идеје. И имао је изванредан замах, осим неколико лоших ритмичких група у успореном покрету.
Следеће године Лупу је снимио клавирске концерте Шумана (Оп. 54) и Грига (Оп. 16) са лондонским симфонијским оркестром под диригентском палицом Андре Превина, снимак који је Gramophone описао као „грандиозно заповедајући”. У фебруару 1974. Лупу је извео рецитал на колеџу Hunter у Њујорку, који је одушевио Џона Роквела из The New York Times. Прогласио га је „никако обичним пијанистом” и писао је о његовом извођењу Шубертове сонате за клавир у Б-дуру (Д. 960):
За време Шуберта, пажња публике била је изванредна. Било је то као да је Лупу упошљавао неку врсту алхемије да би урокао над свима. То је, заиста, отприлике оно што је он урадио, јер има оно мистериозно нешто што превазилази технику, ерудицију и општу музикалност да би посегло у сензибилитет слушалаца.
У новембру 1974. дебитовао је у њујоршкој филхармонији, изводећи Моцартов 21 концерт за клавир (К. 467) под диригентском палицом Џејмса Конлона. Године 1975. дебитовао је са Консертгебау оркестром и одржао премијеру клавирског концерта Андреа Чајковског, оп. 4 са краљевском филхармонијом под диригентском управом Урија Сегала у краљевској фестивалској дворани. Године 1976. снимио је Брамсових шест комада (Оп. 118) и четири дела за клавир (Оп. 119), што је Stereo Review описао као „блиставу спознају онога што је Брамс поставио, што оставља без речи и једноставно чини уживање што има уши”. Године 1978. дебитовао је у берлинској филхармонији под диригентском палицом Херберта фон Карајана на фестивалу у Салцбургу. Прегледајући рецитал који је Лупу одржао у David Geffen Hall 1980. Ендру Портер из The New Yorker поздравио је Лупуа као „мајстора који задовољава све врсте”. До 1981. свирао је са свим већим оркестрима.

### Остатак 20. века
У јуну 1982. Лупу је снимио критички хваљени снимак Шубертовог Impromptus (Д. 899 и 935). Џон Роквел је у часопису The New York Times написао да „Лупуов тон певања овде мора да се чује да би му се веровало. Без омаловажавања осталих аспеката Шубертове музичке личности, он композиторску песничку суштину бележи ретком лепотом и тиме још једном потврђује способност данашњих извођача да оживе музику прошлости”. Поред тога, Gramophone је о снимку рекао: 
Свих осам комада доноси увиде све његове властите пророчне акутне свести о визионару код Шуберта, док би као клавир свирао чисто и једноставно, тешко да би могао бити дражи у фразирању или тону. Када сам се први пут суочио са овим повратком на већ превише снимљене делове, моја тренутна реакција је била, признајем, „Зашто још једна?”. Сада схватам да каталог не би био потпун без становишта тако посвећеног Шубертовца.
Године 1989. Лупу је од италијанског удружења критичара доделило награду Франко Абијати; поново му је додељена награда 2006. Године 1995. освојио је Едисонову награду за албум Шуманових Kinderszenen (Оп. 15), Kreisleriana (Оп. 16) и Humoreske (Оп. 20) који је такође номинован за награду Греми. Године 1995. добио је награду Греми за најбоље инструментално солистичко извођење (без оркестра) за свој албум Шубертових клавирских соната у Б-дуру (Д. 960) и А-дуру (Д. 664).

### 21. век
Године 2006. награђен Premio Internazionale Arturo Benedetti Michelangeli, а 2016. је именован за орден Британског царства за заслуге у музици 2016.
У јуну 2019. Лупуов агент објавио је да ће се пијаниста повући са концертне сцене на крају сезоне 2018—2019.
Умро је у Лозани 17. априла 2022. године.

### Приватни живот
Лупуова прва супруга била је виолончелисткиња Елизабета Вилсон (рођена 1947), ћерка дипломате Данкана Вилсона, са којом се оженио 1971. Тренутно борави у Лозани, у Швајцарској са супругом, виолинисткињом у оркестру Chambre de Lausanne.
Током већег дела своје каријере, Лупу је редовно одбијао да даје интервјуе новинарима из страха да ће га погрешно разумети или цитирати. Његова одбојност према штампи и публицитету подстакла их је да га означе као повученог, а The Independent га назива „вунастим усамљеником” и „неко ко је невољно увучен у концертну дворану”. Поред тога, Лупу обично није дозвољавао радио емисије својих наступа. Године 1994., Чикаго трибјун приметио је да је Лупуов комплет за штампу тада садржао један једини интервју који је дао магазину Clavier 1981. Остали објављени интервјуи укључују разговор који је Лупу одобрио Clavier 1992. и интервју из 1975. који је емитован на BBC Радио 3.

## Музички стил
Свира обично уз клавир, без стандардне клупе. Изјавио је за Clavier 1981. да је седећи на клупи имао тенденцију да се нагне напред, подигне рамена, постане укочен и све више има болове. Такође је рекао да је код куће вежбао са столицом и да му је било природно. Иако је Лупу поштовао свирања Артура Рубинштајна и Владимира Хоровица, именовао је Мечислава Хоршовског који је имао највећи утицај на његово свирање, рекавши да он говори са њим као са никим другим. Почетни приступ новој музици му је био да чита даље од клавира, рекавши да „лакше чита даље од инструмента” и да је „то једини начин учења”. Изјавио је да производи тонова да „из главе”, додајући: „Ако имате било какав појам звука, чујете га у свом унутрашњем уху. Све на чему морате радити је да ускладите тај звук на инструменту. Читав баланс, линија, тон, глава опажа и контролише”. Даље описује производњу тонова као „процес подударања за који вежба”, а физички контакт тастатуре као „врло индивидуалну ствар одређену бојом или тимбром који чујете и покушавате да добијете, комад који свирате, фраза”.
Лупуово свирање изазвало је дивљење не само музичких критичара, већ и колега уметника. Мицуко Учида је Хамфрију Бартону у интервјуу за BBCРадио 3 2002. године рекао да „на земљи нема никога ко заиста може да добије одређени опсег боја, а такође и контролу, не потцењујте ову невероватну контролу његовог свирања”. Николај Лугански је у интервјуу рекао да Лупу „поседује ретку моћ пуштања да музика говори сама за себе”, а Андраш Шиф је изјавио да Лупу има „ретки дар да осветли све што свира ретком музичком интелигенцијом”. Међу остале пијанисте који су изразили дивљење према Лупу или га наводе као инспирацију у свом стваралаштву су Емануел Акс, Данијел Баренбојм, Сеонг-ђин Чо (који је Лупуов снимак Шубертовог Impromptus назвао својим омиљеним), Кирил Герштајн, Стив Хоуг, Роберт Левин, Марија Жоао Пирес и Данил Трифонов. Диригент Јаник Незет-Сегуин наводи Лупуа као инспирацију док је био студент клавира, рекавши да је слушање његових рецитала и снимака обликовало његову концепцију звука од малих ногу, а виолончелиста Стивен Исерлис га је назвао једним од највећих уметника које је икада чуо или познавао.

## Репертоар и снимци
У периоду од 23 године, Лупу је снимио преко двадесет снимака за Decca Records. Његов први снимак снимљен је у пролеће 1970. Лупуова самостална снимања, која су похваљена, укључују дела Бетовена, Брамса, Грига, Моцарта, Шуберта и Шумана. Његова самостална снимања без оркестра укључују пет Бетовенових соната за клавир (Оп. 13, 27/2, 49 и 53), као и два Бетовенова ронда за клавир (Оп. 51) и 32 варијације у ц-молу; Брамсову соната за клавир бр. 3 у ф-молу (оп. 5), две рапсодије (оп. 79), шест комада (оп. 118) и четири дела за клавир (оп. 119); девет Шубертових соната за клавир (Д. 157, 557, 664, 784, 845, 894, 958, 959, 960) као и Impromptus (Д. 899, 935) и Moments musicaux (Д. 780); и Шуманове Humoreske (оп. 20), Kinderszenen (оп. 15) и Kreisleriana (оп. 16). Његова снимања укључују комплетан циклус концерата за клавир Бетовена са Израелском филхармонијом под диригентском управом Зубина Мехта; Брамсов први концерт за клавир и оркестар (оп. 15) са лондонском филхармонијом под диригентском палицом Еда де Варта; концерти за клавир Грига и Шумана са лондонским симфонијским оркестром и Андром Превином; и два Моцартова концерта за клавир (К. 414 и 467) са енглеским камерним оркестром под управом Урија Сегала. Његова снимања камерне музике за Decca Records укључују све Моцартове сонате за виолину и клавир са Шимоном Голдбергом; виолинске сонате Дебисија и Франка са Кјунг-ва Чунгом; и разна Шубертова дела за виолину и клавир са Голдбергом. Додатно је снимио дела Моцарта и Шуберта за клавир са Мари Перахијом за CBS Masterworks, два албума Шубертових песама са Барбаром Хендриксом за EMI и диск са Шубертовим делима за клавир са Данијелом Баренбојмом за Teldec.
Поред композитора које је снимао, Лупу је познат и по наступима Бартока, Енескуа, и Јаначека.